# Моралист
Моралист (итал. Il moralista) — итальянский черно-белый сатирический фильм 1959 года режиссёра Джорджо Бьянки.

## Сюжет
Главный герой Агостино — молодой неженатый генеральный секретарь «Международной общественной организации морали», что неподкупно борется с аморальными проявлениями на киноэкранах и в ночных клубах города. Его отец играл на контрабасе в стриптиз-клубе, поэтому с малых лет он знаком с тёмными сторонами подобных заведений. Неужели в личной жизни этого моралиста-бюрократа нет никаких «тёмных пятен».

## В ролях
- Альберто Сорди
- Мария Перши
- Мара Берни

## Отзывы критиков
Элеонора Манникка в рецензии для AllMovie пишет: «Джорджио Бьянки снял ещё одну хорошую комедию, в немалой степени благодаря таланту Альберто Сорди».